# NGC 6109
NGC 6109 (другие обозначения — UGC 10316, MCG 6-36-16, ZWG 196.26, KUG 1615+351C, PGC 57748) — линзообразная галактика (S0) в созвездии Северная Корона.
Этот объект входит в число перечисленных в оригинальной редакции «Нового общего каталога».
В галактике вспыхнула сверхновая SN 2003ia типа Ia, её пиковая видимая звездная величина составила 17,2.
В галактике вспыхнула сверхновая SN 2010an типа Ia, её пиковая видимая звездная величина составила 17,0.